# Le Fresne-Poret

Le Fresne-Poret este o comună în departamentul Manche, Franța. În 1 ianuarie 2022 avea o populație de 222 de locuitori.